# Eduardo Sterblitch
Luiz Eduardo Sterblitch Páschoa (Rio de Janeiro, 15 de janeiro de 1987) é um ator, humorista, cantor, roteirista e apresentador brasileiro. É conhecido pela versatilidade e grande variedade de personagens que interpreta, tendo consagrado-se nacionalmente na área da comédia e tornando-se um dos grandes nomes de sua geração. 
Sterblitch ganhou notoriedade ao integrar o elenco do humorístico Pânico na TV, exibido pela RedeTV!, e posteriormente o Pânico na Band, na TV Bandeirantes, ficando bastante conhecido por personagens como Cesar Polvilho, Freddie Mercury Prateado (sátira ao cantor Freddie Mercury) e posteriormente como o Poderoso Castiga.
Em 2017, transfere-se para a Rede Globo, destacando-se como jurado do programa Amor & Sexo, bem como por papéis na série Shippados (2019) e na novela Éramos Seis (2019–20). Em 2020, ganhou seu próprio programa, Sterblitch Não Tem Um Talk Show: o Talk Show, comprovando talento também como apresentador. Entre 2021 e 2023, destacou-se como um dos jurados do The Masked Singer Brasil. Sterblitch surpreendeu ao atuar na série dramática Os Outros (2023–24) interpretando o violento Sérgio Nogueira, papel que lhe rendeu muitos elogios do público e da crítica especializada, que o destacou como um dos pontos altos da atração.
No cinema, Sterblitch se destacou interpretando o apresentador Chacrinha em sua fase jovem no filme Chacrinha: O Velho Guerreiro (2018), bem como na comédia Os Penetras (2012) e sua sequência, Os Penetras 2 – Quem Dá Mais? (2017).

## Biografia
Eduardo Sterblitch é de origem judaica, por parte de mãe. Começou a estudar teatro aos três anos de idade, quando sua mãe, Jacqueline Sterblitch, matriculou-o em um curso livre na Casa de Cultura Laura Alvim, em Ipanema, na capital fluminense. Desde muito pequeno, aos três anos de idade, ficou fascinado com a tradicional dupla de palhaços Xuxu e Xuxuzinho, que foi contratada por sua família para seu aniversário. A partir daí, por muitos anos exigia a presença desta dupla de artistas, que foram a primeira grande influência em sua futura carreira. Além destes, recebeu influência de referências como Antonin Artaud, Samuel Beckett, Eugène Ionesco, Jim Carrey, Mr. Bean, Charlie Chaplin, Buster Keaton, Monty Python, Nietzsche, Schopenhauer, Harold Lloyd, Andy Kaufman e diversos nomes igualmente importantes. Mais tarde, aos 8 anos, ingressou no Teatro O Tablado, onde sua tia-avó era diretora.

## Carreira

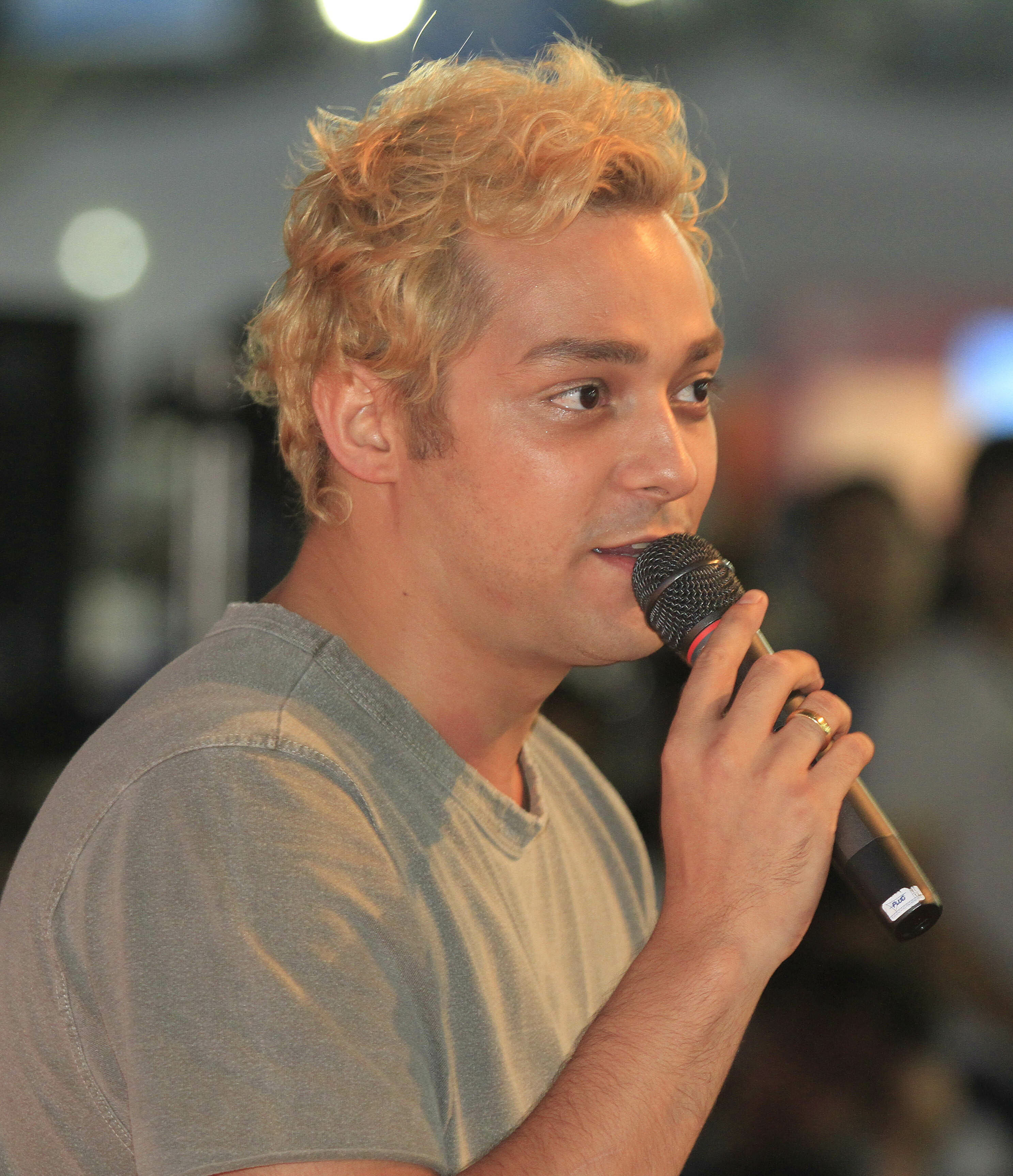
Sterblitch na Campus Party Brasil de 2012

Fez parte do espetáculo Deznecessários entre 2007 e 2011. Nesta época, Emílio Surita, apresentador do programa, descobriu o ator e o levou para a Rede TV! para integrar o elenco do programa Pânico na TV. Em 2012, migraram para a Rede Bandeirantes, onde toda a equipe passou a apresentar o Pânico na Band. No mesmo ano, estreou no cinema com a comédia Os Penetras. Entre os personagens mais conhecidos estão César Polvilho, Ursinho Gente Fina, Poderoso Castiga (que gerou repercussão nacional com o bordão "mais ou menos"), O Melhor do Mundo, que Eduardo Sterblitch levou ao teatro com o Melhor Show do Mundo (com Márcio Eiras), Serginho do BBB10 e o irreverente Freddy Mercury Prateado no extinto programa Pânico na TV, da Rede TV!. Estreou novos quadros e novos personagens de sucesso como Jeferson Camila, o Melhor do Melhor do Mundo, entre outros. Compôs uma música junto de Rick Bonadio e Di Ferrero chamada "Hashtag" para um musical de mesmo nome, escrito pelo ator e comediante. Mas o musical nunca foi aos palcos. Contudo, a música acabou sendo gravada no estúdio de Rick Bonadio por Manu Gavassi e Di Ferrero. Sterblitch inaugurou a mais nova casa de humor em São Paulo, Pikadero Fun House junto com Marcos Chiesa (Bola) e Carlos Alberto (O Mendigo). Foram oito anos no elenco do Pânico, vivendo personagens importantes do humorístico, como Prateado e O Poderoso. Sterblitch começou a se afastar do Pânico em agosto de 2015, ao fazer um quadro do personagem "Africano". Acusado de suposta injúria racial, Sterblitch "deu um tempo" na atração. Chegou a gravar um quadro ou outro, mas sua presença ficou cada vez mais rara. Em abril, o humorista se afastou de vez do programa.
Em julho de 2017, na Rede Globo, disputou o prêmio do novo reality musical da emissora, o Popstar. Em setembro, apresentou seu primeiro programa como apresentador, Humoristinhas, no Multishow; uma competição entre humoristas mirins. Em 2019, protagonizou a série de comédia Shippados ao lado de Tatá Werneck, interpretando Enzo, um cara super metódico, que conhece Rita, papel de Tatá, pelas redes sociais. No mesmo ano, integrou o elenco de sua primeira novela na TV, no remake de Éramos Seis interpretando Zeca, papel já vivido por Osmar Prado. Em 2020, Sterblitch estreou seu late-night talk show Sterblitch Não Tem Um Talk Show: o Talk Show, exibido pelo portal Gshow e também pelo Globoplay. Em 2021, nos meses de novembro até dezembro, gravou o filme Grande Sertão: Veredas, baseado no livro de Guimarães Rosa, reinventado por Guel Arraes e Jorge Furtado, uma versão contemporânea ambientada na favela de uma grande cidade chamada Grande Sertão e terá como mote a guerra urbana, entre facções de um morro, Edu interpreta o vilão, Hermógenes, também chamado de "O Demo". Em 2022, de abril até agosto gravou a primeira temporada da série Os Outros, do Globoplay, no condomínio na Barra da Tijuca, onde se passa o conflito, vivendo o vilão, Sérgio, um ex-policial, de passado duvidoso, que mora no local, e aproveitará a guerra entre os vizinhos para tirar proveito. Em outubro, gravou nos Estados Unidos, o filme Dois é demais em Orlando, de Rodrigo Van Der Put, interpretando o protagonista João, rapaz apaixonado por quadrinhos, com alma de criança que é obrigado a passar suas férias em Orlando com o filho de sua chefe, um menino muito maduro para a idade. Em 2023, em agosto, gravou a sequência do filme O Auto da Compadecida 2, de Guel Arraes, estrelado por Selton Mello e Matheus Nachtergaele, Edu interpreta o vilão Arlindo, um comerciante e radialista poderoso. De outubro até dezembro de 2023 esteve em cartaz com o espetáculo musical Beetlejuice – o Musical, o Musical, o Musical, na Cidade das Artes, no Rio de Janeiro e de fevereiro a abril de 2024 no Teatro Liberdade em São Paulo interpretando o personagem-título Beetlejuice/Besouro-Suco. Paralelamente à peça, inicia as gravações da segunda temporada da série Os Outros. Em 2024, foi chamado para repetir o papel de Beetlejuice na dublagem de Beetlejuice Beetlejuice, sequência do filme que inspirou o musical. De 03 de outubro a 24 de novembro de 2024 esteve em cartaz com Uma Babá quase Perfeita no Teatro Multiplan VillageMall como Daniel Hillard/Euphegenia Doubtfire, e estará reprisando o personagem em cartaz de março a maio de 2025 no Teatro Liberdade.

## Vida pessoal
Namorou a humorista Tatá Werneck em 2008. Entre 2009 e 2013, namorou a jornalista Raíssa Machado. Logo após, saiu algumas vezes com Anitta.
Juntos desde 2013, Eduardo e Louise D'Tuani se casaram em 2015 e anunciaram a gravidez em outubro de 2022. No dia 23 de março de 2023, nasceu Caetano, o primeiro filho do casal. Os atores Letícia Colin e Michel Melamed são os padrinhos de Caetano, enquanto Edu e Louise são os padrinhos de Uri, filho de Letícia e Michel, nascido em 2019.
Durante o programa "Papo de Segunda", da GNT, com Angélica como convidada, Eduardo falou sobre sua sexualidade, afirmando não ter certeza sobre ser completamente hétero.

## Filmografia

### Televisão
| Ano           | Título                   | Personagem                            | Notas                              |
| ------------- | ------------------------ | ------------------------------------- | ---------------------------------- |
| 2008–2011     | Pânico na TV             | Vários personagens                    |                                    |
| 2012–2015     | Pânico na Band           | Vários personagens                    |                                    |
| 2017–2018     | Amor & Sexo              | Comentarista                          |                                    |
| 2017          | Popstar                  | Participante                          | Temporada 1                        |
| 2017          | Humoristinhas            | Apresentador                          |                                    |
| 2017          | TVZ Ao Vivo              | Apresentador                          | Episódio: "12 de outubro"          |
| 2018          | Tá no Ar: a TV na TV     | Vários personagens                    |                                    |
| 2019          | Shippados                | Enzo Trindade                         |                                    |
| 2019–2020     | Éramos Seis              | José Carlos Marcondes de Bueno (Zeca) |                                    |
| 2020          | Chacrinha: A Minissérie  | Abelardo Barbosa (jovem)              |                                    |
| 2020          | Salve-se Quem Puder      | Eduardo                               | Episódio: "20 de março"            |
| 2020          | Diário de Um Confinado   | Emílio Korg                           | Episódio: "Mudança"                |
| 2021–2023     | The Masked Singer Brasil | Jurado                                |                                    |
| 2022          | Cine Holliúdy            | Leôncio Tudo Ruim                     | Episódio: "6"                      |
| 2023–2024     | Os Outros                | Sérgio Nogueira                       |                                    |
| 2024–presente | Papo de Segunda          | Apresentador                          |                                    |
| 2024          | Falas de Acesso          | Eduardo (Duda)                        |                                    |
| 2024–2025     | Garota do Momento        | Alfredo Honório                       |                                    |
| 2024–2025     | Garota do Momento        | Alfonso Assunción                     | Episódios: "2 de maio–21 de junho" |
| 2025          | Grande Sertão: A Série   | Hermógenes (O Demo)                   |                                    |
| 2025          | O Século do Globo        | Roberto Marinho (jovem)               |                                    |

### Cinema
| Ano  | Filme                                                   | Personagem                          | Nota         |
| ---- | ------------------------------------------------------- | ----------------------------------- | ------------ |
| 2012 | Os Penetras                                             | Beto                                |              |
| 2014 | Rio, Eu Te Amo                                          | Leandro                             |              |
| 2017 | Os Penetras 2 – Quem Dá Mais?                           | Beto                                |              |
| 2018 | O Homem Perfeito                                        | Tuto Andrei                         |              |
| 2018 | Chacrinha: O Velho Guerreiro                            | Abelardo Barbosa, Chacrinha (jovem) |              |
| 2020 | Alice & Só                                              | William                             |              |
| 2023 | Nas Ondas da Fé                                         | Fiel                                |              |
| 2024 | Dois É Demais em Orlando                                | João                                |              |
| 2024 | Grande Sertão                                           | Hermógenes (O Demo)                 |              |
| 2024 | Os Fantasmas Ainda se Divertem: Beetlejuice Beetlejuice | Besouro Suco                        | Dublagem     |
| 2024 | Arca de Noé                                             | Gorila / Pinguim                    | Voz original |
| 2024 | O Auto da Compadecida 2                                 | Arlindo                             |              |

### Internet
| Ano  | Título                                       | Personagem      | Notas                          |
| ---- | -------------------------------------------- | --------------- | ------------------------------ |
| 2012 | Explore Seu Lado A                           | Concierge gay   | Episódio: "7"                  |
| 2013 | FBY                                          | Agente do FBY   |                                |
| 2016 | Casa do Edu                                  | Apresentador    |                                |
| 2016 | #NaCasadeUmPenetra                           | Beto            |                                |
| 2018 | Quase Numa Boa                               | Mauro (Mau-Mau) |                                |
| 2020 | Sterblitch Não Tem um Talk Show: o Talk Show | Apresentador    | Também criador/roteirista      |
| 2020 | Sinta-se em Casa                             | Ele mesmo       | Episódio: "#Quarentena #Dia95" |

## Teatro
| Ano  | Título                                        | Personagem           | Notas                   |
| ---- | --------------------------------------------- | -------------------- | ----------------------- |
| 2007 | Deznecessários                                | Vários personagens   |                         |
| 2011 | Minhas Sinceras Desculpas                     | Ele mesmo            | Também dramaturgo       |
| 2012 | A Velha                                       | Velha                |                         |
| 2013 | O Melhor do Melhor Show do Mundo              | Vários personagens   |                         |
| 2014 | Poderoso Castiga e Banda                      | Poderoso Castiga     | Também dramaturgo       |
| 2014 | Ensaio Aberto                                 | Ele mesmo            |                         |
| 2015 | Use Me                                        | Ele mesmo            | Também dramaturgo       |
| 2016 | Sterblitch Não Tem um Talk Show               | Ele mesmo            | Também dramaturgo       |
| 2018 | O Rei do Mundo: Uma Comédia Sobrenatural      | Pedro Peregrino      |                         |
| 2019 | TIO: Treinamento Intergaláctico Obrigatório   | Vários personagens   |                         |
| 2020 | Alaska                                        | Idealizador/Produtor | Idealizador/Produtor    |
| 2023 | Beetlejuice - o Musical, o Musical, o Musical | Beetlejuice          | direção de Tadeu Aguiar |
| 2024 | Uma Babá Quase Perfeita                       | Sra. Doubtfire       | direção de Tadeu Aguiar |

## Discografia

### Como compositor
| Ano  | Título                       | Intérprete                |
| ---- | ---------------------------- | ------------------------- |
| 2013 | "Hashtag" (com Rick Bonadio) | Di Ferrero e Manu Gavassi |

## Prêmios e indicações
| Ano  | Premiação                                | Categoria                             | Trabalho                                     | Resultado |
| ---- | ---------------------------------------- | ------------------------------------- | -------------------------------------------- | --------- |
| 2009 | Melhores do Ano - IG                     | O Mais Divertido                      | Pânico na TV                                 | Venceu    |
| 2010 | Melhores do Ano - IG                     | O Mais Divertido                      | Pânico na TV                                 | Venceu    |
| 2011 | Meus Prêmios Nick                        | Humorista Favorito                    | Pânico na TV                                 | Indicado  |
| 2012 | Prêmio Jovem Brasileiro                  | Melhor Espetáculo                     | Minhas Sinceras Desculpas                    | Venceu    |
| 2012 | Meus Prêmios Nick                        | Humorista Favorito                    | Pânico na Band                               | Venceu    |
| 2012 | Melhores do Ano NaTelinha                | Melhor Humorista                      | Pânico na Band                               | Venceu    |
| 2013 | Prêmio Jovem Brasileiro                  | Humorista Favorito                    | Pânico na Band                               | Venceu    |
| 2013 | Meus Prêmios Nick                        | Humorista Favorito                    | Pânico na Band                               | Indicado  |
| 2013 | Melhores do Ano NaTelinha                | Melhor Humorista                      | Pânico na Band                               | Indicado  |
| 2014 | Meus Prêmios Nick                        | Humorista Favorito                    | Pânico na Band                               | Indicado  |
| 2014 | Melhores do Ano NaTelinha                | Melhor Humorista                      | Pânico na Band                               | Venceu    |
| 2015 | Meus Prêmios Nick                        | Humorista Favorito                    | Pânico na Band                               | Indicado  |
| 2015 | Prêmio Jovem Brasileiro                  | Humorista Favorito                    | Pânico na Band                               | Indicado  |
| 2015 | Grande Prêmio Risadaria Smiles           | Melhor Criador de Personagem          | Poderoso Castiga                             | Indicado  |
| 2015 | Grande Prêmio Risadaria Smiles           | Grand Prix                            | Poderoso Castiga                             | Indicado  |
| 2016 | Prêmio Jovem Brasileiro                  | Melhor Espetáculo ou Musical          | Use Me                                       | Indicado  |
| 2018 | Prêmio do Humor                          | Melhor Peça                           | Sterblitch Não Tem Um Talk Show              | Indicado  |
| 2018 | Prêmio do Humor                          | Melhor Performance                    | Sterblitch Não Tem Um Talk Show              | Indicado  |
| 2018 | Melhores do Ano                          | Comédia                               | Tá no Ar: a TV na TV                         | Venceu    |
| 2018 | Prêmio Area VIP                          | Melhor Humorista                      | Tá no Ar: a TV na TV                         | Indicado  |
| 2019 | Meus Prêmios Nick                        | Slime Épico                           | Ele mesmo                                    | Indicado  |
| 2019 | Prêmio The Brazilian Critic              | Melhor Ator em Série de Comédia       | Shippados                                    | Indicado  |
| 2019 | Melhores do Ano Minha Novela             | Revelação Masculina (júri)            | Éramos Seis                                  | Venceu    |
| 2020 | Prêmio Área VIP                          | Personagem do Ano                     | Éramos Seis                                  | Indicado  |
| 2020 | Oscar do Encontro                        | Comédia                               | Aparições no programa Encontro               | Venceu    |
| 2020 | Meus Prêmios Nick                        | Slime Épico                           | Ele mesmo                                    | Indicado  |
| 2020 | Prêmio F5                                | Melhor Programa feito para pandemia   | Sterblitch Não Tem Um Talk Show: o Talk Show | Indicado  |
| 2020 | Splash Awards                            | Melhor Humorista                      | Sterblitch Não Tem Um Talk Show: o Talk Show | Indicado  |
| 2020 | Splash Awards                            | Melhor Meme do Ano                    | Cabeleleila Leila                            | Indicado  |
| 2023 | Troféu Que História É Essa, Porchat?     | História Mais Maluca                  | "Cocô pela Janela"                           | Indicado  |
| 2023 | Melhores do Ano NaTelinha                | Melhor Ator                           | Os Outros                                    | Indicado  |
| 2023 | Melhores do Ano                          | Ator de Série                         | Os Outros                                    | Venceu    |
| 2023 | Prêmio Cosmos                            | Melhor Atuação Masculina em Série     | Os Outros                                    | Venceu    |
| 2023 | Prêmio APCA de Televisão                 | Melhor Ator                           | Os Outros                                    | Indicado  |
| 2023 | Melhores do Ano TV Press                 | Melhor Ator                           | Os Outros                                    | Venceu    |
| 2023 | Prêmio Destaques Musical.Rio             | Melhor Ator                           | Beetlejuice: O Musical                       | Venceu    |
| 2023 | Prêmio Destaques Musical.Rio             | Perfomance Cômica                     | Beetlejuice: O Musical                       | Indicado  |
| 2023 | Prêmio Destaques Musical.Rio             | Artista do Ano                        | Beetlejuice: O Musical                       | Indicado  |
| 2023 | Prêmio Destaques Musical.Rio             | Elenco do Ano                         | Beetlejuice: O Musical                       | Indicado  |
| 2024 | Prêmio Prio do Humor - RJ                | Melhor Performance                    | Beetlejuice: O Musical                       | Venceu    |
| 2024 | Prêmio APTR de Teatro                    | Melhor Ator em Papel Protagonista     | Beetlejuice: O Musical                       | Indicado  |
| 2024 | Prêmio iBest                             | Humorista do Ano                      | Beetlejuice: O Musical                       | Indicado  |
| 2024 | É Sobre Musicais                         | Melhor Ator                           | Beetlejuice: O Musical                       | Venceu    |
| 2024 | Prêmio Bibi Ferreira                     | Melhor Ator em Musicais               | Beetlejuice: O Musical                       | Venceu    |
| 2024 | Prêmio Destaque Imprensa Digital         | Destaque Ator                         | Beetlejuice: O Musical                       | Venceu    |
| 2024 | SEC Awards                               | Melhor Ator em Série Nacional         | Os Outros                                    | Indicado  |
| 2024 | Prêmio Noticiasdetv.com                  | Melhor Ator Antagonista ou Vilão      | Os Outros                                    | Indicado  |
| 2024 | Melhores do Ano                          | Ator de Série                         | Os Outros                                    | Indicado  |
| 2024 | Prêmio F5                                | Melhor Atuação em Série ou Minissérie | Os Outros                                    | Venceu    |
| 2024 | Troféu Sala de TV                        | Melhor Ator                           | Os Outros                                    | Indicado  |
| 2024 | Prêmio APCA de Televisão                 | Melhor Ator                           | Os Outros                                    | Indicado  |
| 2024 | Los Angeles Brazilian Film Festival      | Melhor Ator Principal                 | Dois É Demais em Orlando                     | Indicado  |
| 2024 | Los Angeles Brazilian Film Festival      | Melhor Ator Coadjuvante               | Grande Sertão                                | Indicado  |
| 2025 | Prêmio Prio do Humor - RJ                | Melhor Performance                    | Uma Babá Quase Perfeita                      | Indicado  |
| 2025 | Prêmio iBest                             | Protagonista Influenciador            | Os Outros / Garota do Momento                | Pendente  |
| 2025 | SEC Awards                               | Melhor Ator em Série Nacional         | Os Outros                                    | Pendente  |
| 2025 | Prêmio Grande Otelo do Cinema Brasileiro | Melhor Ator de Série                  | Os Outros                                    | Pendente  |